# V516 Возничего
V516 Возничего (лат. V516 Aurigae) — одиночная переменная звезда в созвездии Возничего на расстоянии (вычисленном из значения параллакса) приблизительно 18375 световых лет (около 5634 парсеков) от Солнца. Видимая звёздная величина звезды — от +19,1m до +14,9m.

## Характеристики
V516 Возничего — красная пульсирующая переменная звезда, мирида (M) спектрального класса M. Эффективная температура — около 3284 K.